# Populärhistoria
Populärhistoria är en genre som presenterar historia på ett underhållande och lättillgängligt sätt.
"Populärhistoriker" är i sin tur en titel som vanligen används på journalister och författare som skriver om historia (t.ex. Herman Lindqvist). Dessa personer får ofta kritik från disputerade forskare för vetenskapliga brister i texterna.
Populärhistoria produceras dock även av forskare i historia. Vanligen är texterna då populariserade versioner av akademiska arbeten såsom vetenskapliga artiklar eller avhandlingar, och syftar då till att presentera historieforskning för en bredare allmänhet i enlighet med den "tredje uppgiften".

## Kända svenska populärhistoriker
- Henrik Arnstad
- Peter Englund
- Carl Grimberg
- Maja Hagerman
- Dick Harrison
- Alf Henrikson
- Herman Lindqvist
- Fredrik Lindström
- Jonathan Lindström
- Christopher O'Regan
- Lars Ericson Wolke

## Kända amerikanska populärhistoriker
- Stephen Ambrose
- Daniel Boorstin
- Barbara Tuchman

## Kända brittiska populärhistoriker
- Niall Ferguson
- E.P. Thompson
- A.J.P. Taylor
- Christopher Hill
- Dan Jones
- David Starkey